# Potencial de placa final

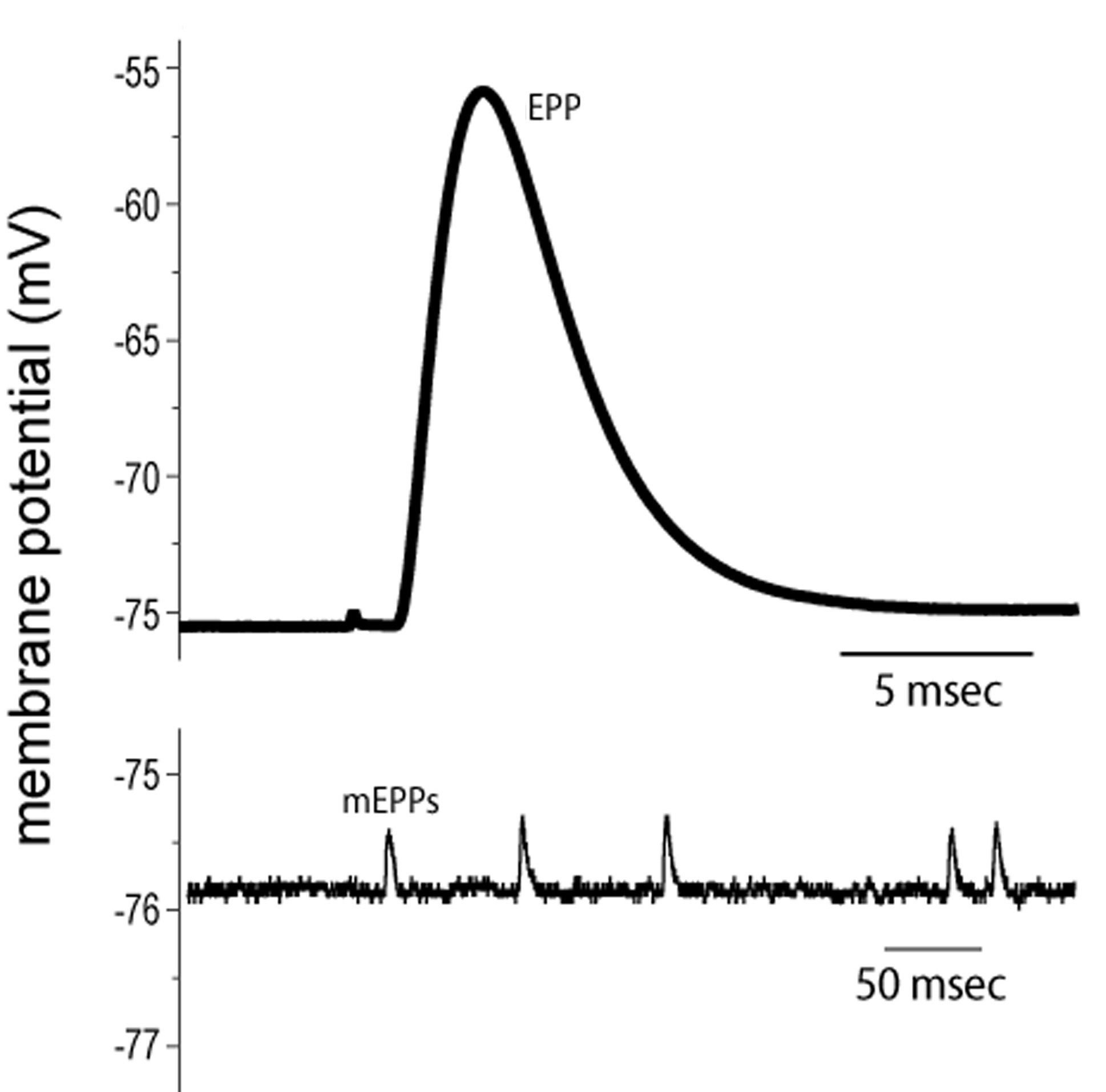
A la part superior es mostra un potencial de placa final de mostra (EPP; una mitjana de 10 EPP individuals) i a la part inferior es mostren els potencials de placa final en miniatura de mostra (mEPP). Observeu les diferències en les escales en els eixos X i Y. Tots dos s'han extret d'enregistraments a la unió neuromuscular del ratolí.

Els potencials de placa final (amb acrònim anglès EPP) són els voltatges que provoquen la despolarització de les fibres del múscul esquelètic causada pels neurotransmissors que s'uneixen a la membrana postsinàptica de la unió neuromuscular. S'anomenen "plaques finals" perquè els terminals postsinàptics de les fibres musculars tenen un aspecte gran i semblant a un plat. Quan un potencial d'acció arriba al terminal axònic d'una motoneurona, les vesícules que porten neurotransmissors (principalment acetilcolina) s'exociten i el contingut s'allibera a la unió neuromuscular. Aquests neurotransmissors s'uneixen als receptors de la membrana postsinàptica i provoquen la seva despolarització. En absència d'un potencial d'acció, les vesícules d'acetilcolina es filtren espontàniament a la unió neuromuscular i provoquen despolaritzacions molt petites a la membrana postsinàptica. Aquesta petita resposta (~ 0,4 mV) s'anomena potencial de placa final en miniatura (MEPP) i és generada per una vesícula que conté acetilcolina. Representa la menor despolarització possible que es pot induir en un múscul.

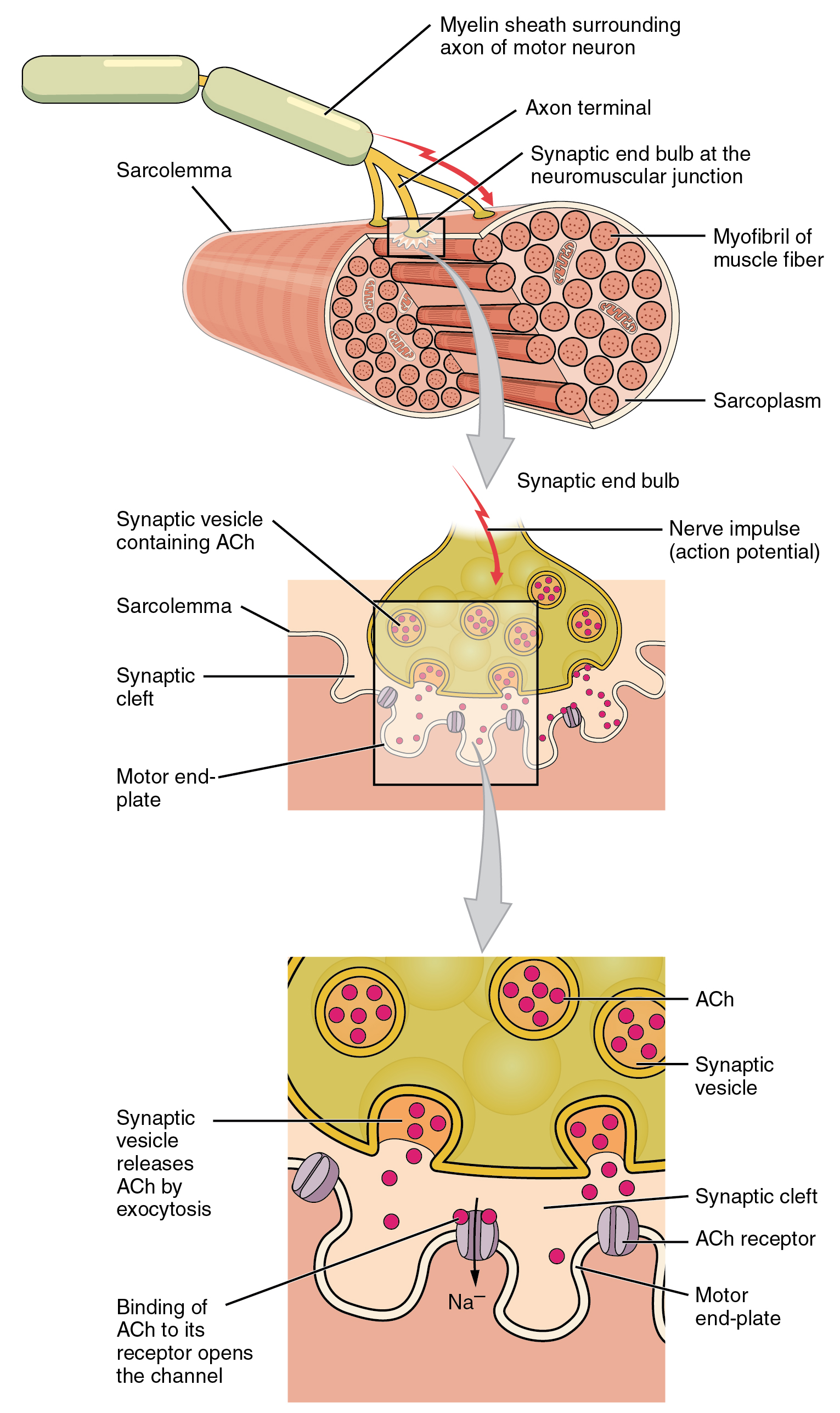
Transmissió del senyal del nervi al múscul a la placa final del motor.

## Unió neuromuscular
La unió neuromuscular és la sinapsi que es forma entre una motoneurona alfa (α-MN) i la fibra muscular esquelètica. Perquè un múscul es contrau, primer es propaga un potencial d'acció per un nervi fins que arriba al terminal axònic de la neurona motora. Aleshores, la motoneurona innerva les fibres musculars fins a la contracció provocant un potencial d'acció a la membrana postsinàptica de la unió neuromuscular.

### Acetilcolina
Els potencials de la placa final són produïts gairebé completament pel neurotransmissor acetilcolina al múscul esquelètic. L'acetilcolina és el segon neurotransmissor excitador més important del cos després del glutamat. Controla el sistema somatosensorial que inclou els sentits del tacte, la visió i l'oïda. Va ser el primer neurotransmissor identificat l'any 1914 per Henry Dale. L'acetilcolina es sintetitza al citoplasma de la neurona a partir de colina i acetil-CoA. La colina acetiltransferasa és l'enzim que sintetitza l'acetilcolina i sovint s'utilitza com a marcador en investigacions relacionades amb la producció d'acetilcolina. Les neurones que utilitzen acetilcolina s'anomenen neurones colinèrgiques i són molt importants en la contracció muscular, la memòria i l'aprenentatge.

### Canals iònics
La polarització de les membranes està controlada per canals iònics de sodi, potassi, calci i clorur. Hi ha dos tipus de canals iònics implicats en la unió neuromuscular i els potencials de la placa final: el canal iònic depèn de voltatge i el canal iònic dependent de lligands. Els canals iònics de voltatge responen als canvis de voltatge de la membrana que fan que el canal iònic de voltatge s'obri i permet que certs ions passin. Els canals iònics controlats per lligands responen a determinades molècules com els neurotransmissors. La unió d'un lligand al receptor de la proteïna del canal iònic provoca un canvi conformacional que permet el pas de certs ions.

### Membrana presinàptica
Normalment, el potencial de membrana en repòs d'una motoneurona es manté entre -70 mV i -50 amb una concentració més alta de sodi a l'exterior i una concentració més alta de potassi a l'interior. Quan un potencial d'acció es propaga per un nervi i arriba al terminal de l'axó de la neurona motora, el canvi en la tensió de la membrana fa que els canals iònics controlats per la tensió de calci s'obrin permetent una entrada d'ions de calci. Aquests ions de calci fan que les vesícules d'acetilcolina unides a la membrana presinàptica alliberin acetilcolina per exocitosi a l'escletxa sinàptica.